# Dino del Garbo
Dino del Garbo (vollständiger Name Dino di maestro B(u)ono del Garbo da Firenze, auch Dino da Firenze, Aldobrandino (del Garbo), latinisiert Dinus Florentinus; * um 1280 in Florenz; † 30. September 1327 ebenda) war ein italienischer Mediziner, Hochschullehrer und Kommentator („Expositor“) des Canons von Avicenna.

## Biografie
Dino del Garbo war der Sohn des Chirurgen und Schwiegersohns von Taddeo Alderotti Guoto del Garbo (oder Buono del Garbo, evtl. auch Bono oder Bruno del Garbo) aus der begüterten Adelsfamilie Del Garbo in Florenz. Er war um 1295 Schüler von Taddeo Alderotti in Bologna, dem zu dieser Zeit wichtigsten Vertreter einer Neuorientierung der Medizin und Naturphilosophie an den Werken von Averroes und Avicenna, zu der dann auch Dino del Garbo wesentlich beitragen sollte.
1296 kehrte er wegen des Krieges zwischen Bologna und Ferrara zusammen mit seinem Vater nach Florenz zurück, wo er bis 1297 mit seinem Vater in der Zunft der Mediziner und Apotheker eingeschrieben war. 1300 erlaubten die politischen Verhältnisse die Wiederaufnahme seiner Studien in Bologna, wo er in der Folgezeit promoviert wurde und von 1304 bis 1306 unterrichtete. Als 1306 der päpstliche Legat Napoleone Orsini den Bann über Bologna verhängte und die Einwohner von Bologna hierdurch vom Besuch der Universität ausgeschlossen wurden, war Dino del Garbo erneut gezwungen, Bologna zu verlassen. Schon im Oktober 1306 wurde er jedoch von der Kommune von Siena (die für die Bezahlung der Professoren zuständig war) für ein ungewöhnlich hohes Gehalt von 90 Goldflorinern als dotore del chomune di Siena in scienza e fisicha angestellt und unterrichtete dann bis zum Frühjahr 1309 in Siena, wo er seinen Kommentar zur 3. und 4. fen von Buch IV des Canon von Avicenna abschloss. In der Folgezeit kehrte er zurück nach Bologna und begann 1311 sein Dilucidatorium totius pratice medicinalis scientie, einen Kommentar zur 4. fen von Buch I des Canons. Nach einigen Jahren der Lehre in Padua kehrte er 1319 nach Florenz zurück und beendete dort sein Dilucidarium. 1321, in der Folge des Auszuges der Medizinischen und der Artistenfakultät von Bologna nach Siena, wurde er erneut von der Kommune von Siena für das städtische Studium bestellt, diesmal zu einem exorbitanten Jahresgehalt von 350 Goldflorinern. In Siena lehrte er bis 1323 und arbeitete während dieser Zeit an seinem Kommentar zur Behandlung der Heilpflanzen in Buch II von Avicennas Canon medicinae, eine Arbeit, die er nach der Rückkehr nach Florenz 1325 abschloss und Robert von Anjou widmete. Möglicherweise während dieser letzten Jahre in Florenz entstand auch sein lateinischer Kommentar zu Guido Cavalcantis Liebeskanzone Donna mi prega, der in einer Handschrift Boccaccios überliefert ist und auch in eine erweiterte volkssprachliche Fassung übertragen wurde.
Mit Dino del Garbo wurde die Textsorte des wundärztlichen Antidotars, das in Bologna zunächst als Teiltext entstand, erstmals als selbständige Monographie etabliert.
Fraglich ist, ob Dino del Garbo tatsächlich, wie Giovanni Villani in seiner Chronik (X.41) erzählt, in die Verfolgung und Hinrichtung des Astrologen Cecco d’Ascoli involviert war, dem er wegen eines früheren Plagiatsvorwurfes gram gewesen sein soll. Dass bald nach der Hinrichtung Ceccos auch Dino starb, wollte die Legende später auf einen Rachezauber Ceccos zurückführen.
Sein Sohn Tommaso del Garbo wurde ebenfalls Medizinprofessor.

## Schriften (Auswahl)
- Chirurgia cum tractatu de ponderibus et mensuris, nec non de emplastris et unguentis. Ferrara 1485.
- Dilucidarium Avicennae. Ferrara 1489.
- Compilatio Empastrorum et Unguentorum. Ferrara 1489.
- Dynus super quarta Fen primi : cum tabula. - Venedig : Lucas Antonius Giunta Florentinus, 1522. Digitalisierte Ausgabe der Universitäts- und Landesbibliothek Düsseldorf
- Expositio super tertia, quarta, et parte quintae fen IV. libri Avicennae. - Venedig : Johann Hamann für Andreas Torresanus, 4. Dezember 1499. Digitalisierte Ausgabe der Universitäts- und Landesbibliothek Düsseldorf
- Expositio super Canones generales de virtutibus medicamentorum simplicium secundi Canonis Avicennae. Venedig 1514.